# Lijst van vlaggen van Bosnië en Herzegovina
Dit is een lijst van vlaggen van Bosnië en Herzegovina.

## Nationale vlag (perFIAV-codering)
|          | Civiele vlag | Staatsvlag | Oorlogsvlag |
| -------- | ------------ | ---------- | ----------- |
| Te land  | · ?          | · ?        | · ?         |
| Te water | · ?          | · ?        | · ?         |

## Militaire vlaggen
De oorlogsvlag is reeds in de eerste tabel te vinden.
| Vlag                                                            | Periode      | Functie                                                         | Beschrijving |
| --------------------------------------------------------------- | ------------ | --------------------------------------------------------------- | --- |
| Vlag van de Krijgsmacht van de Republiek Bosnië en Herzegovina. | 1992 - 1996  | Vlag van de Krijgsmacht van de Republiek Bosnië en Herzegovina. | Deze vlag van het leger van de Republiek Bosnië en Herzegovina werd aangenomen in 1992.                                                              |
| Vlag van de Kroatische Defensieraad.                            | 1992 - 1996  | Vlag van de Kroatische Defensieraad.                            | |
| Vlag van de politie van de Kroatische Republiek Herceg-Bosna.   | 1992 - 1996  | Vlag van de politie van de Kroatische Republiek Herceg-Bosna.   | |
| Vlag van de Krijgsmacht van Bosnië en Herzegovina.              | 2004 - heden | Vlag van de Krijgsmacht van Bosnië en Herzegovina.              | Lichtblauw met de vlag van Bosnië en Herzegovina in het kanton en het embleem van de strijdkrachten van Bosnië en Herzegovina in de onderste vlucht. |

## Vlaggen van etnische minderheden
| Vlag                              | Periode | Functie                           | Beschrijving |
| --------------------------------- | ------- | --------------------------------- | --- |
| Vlag van de Bosnische minderheid  |         | Vlag van de Bosnische minderheid  | De belangrijkste nationale vlag van Bosniakken die van 1992 tot 1995 werd gebruikt als vlag van de Republiek Bosnië en Herzegovina. De republiek bleef bestaan uit Bosniakken na de oprichting van de Servische Republiek en de Kroatische Republiek Herceg-Bosna. |
| Vlag van de Bosnische minderheid  |         | Vlag van de Bosnische minderheid  | Een andere vlag die Bosniaks vertegenwoordigt, maar die is niet zo populair. Het heeft twee groene lijnen (die de islam symboliseren) met een witte lijn in het midden. In de witte lijn staat een maansikkel (het belangrijkste symbool van de islam).            |
| Vlag van de Servische minderheid  |         | Vlag van de Servische minderheid  | De vlag van de etnische Bosnische Serviërs met de Servische driekleur (rood, blauw, wit). Het is ook de vlag van de Servische Republiek en de traditionele Servische nationale vlag.                                                                               |
| Vlag van de Kroatische minderheid |         | Vlag van de Kroatische minderheid | De vlag van de etnische Bosnische Kroaten. Hij lijkt op de vlag van Kroatië met een verschil in het embleem. Het was ook de vlag van de Kroatische Republiek Herceg-Bosna van 1992 tot 1996.                                                                       |